# Caenis bicornis
Caenis bicornis is een haft uit de familie Caenidae. De wetenschappelijke naam van de soort is voor het eerst geldig gepubliceerd in 2002 door Tong & Dudgeon.
De soort komt voor in het Oriëntaals gebied.